# Tokarnia (województwo świętokrzyskie)
Tokarnia – wieś w Polsce, położona w województwie świętokrzyskim, w powiecie kieleckim, w gminie Chęciny. Leży na południe od Chęcin, na trasie z Warszawy do Krakowa (S7).
| SIMC    | Nazwa      | Rodzaj    |
| ------- | ---------- | --------- |
| 0234525 | Chałupki   | część wsi |
| 0234531 | Jastrzębów | część wsi |
| 0234548 | Stara Wieś | część wsi |

W latach 1975–1998 miejscowość położona była w województwie kieleckim.
We wsi znajduje się Park Etnograficzny, skansen będący oddziałem Muzeum Wsi Kieleckiej. Jego teren został wpisany do rejestru zabytków nieruchomych (nr rej.: A.269 z 17.07.1995).